# Ања Суша
Ања Суша (Београд, 14. фебруар 1973) српска је позоришна редитељка. Поставила је бројне представе у позориштима у Србији, Хрватској, Црној Гори, Словенији, Шведској, Данској и Пољској.

## Биографија
Дипломирала је позоришну режију на Факултету драмских уметности у Београду 1995. Магистрирала на Филозофском факултету Универзитета у Београду (Катедра за општу савремену историју) 2002. године.
Провела је годину дана на Факултету за друштвене и хуманистичке науке на Универзитету у Бечу (Одељење за театрологију), као добитник Хердерове стипендије (2001/2002). Пише колумне, есеје и чланке о позоришту за престижне позоришне часописе и публикације у Србији и иностранству (Театрон, Лудус, ТКХ, Гест, Политика и др.).

## Друштвени ангажман
Осим свог основног позива, више од две деценије активно је ангажована у културном и друштвеном животу у Србији:  
1997–2000: суоснивач позоришне трупе ТОРПЕДО;
2002–2011: директор и уметнички директор Малог позоришта „Душко Радовић“;
2002–2006: члан Европског културног парламента (ЕСР);
2006: селектор позоришног програма за Београдски летњи фестивал (БЕЛЕФ);
2013–2014: председник Форума за културу (Европски покрет у Србији);
2006-2016: селектор Београдског интернационалног театарског фестивала (БИТЕФ).
Од 2019. професор позоришне режије на Универзитету уметности у Стокхолму (Stockholms Konstnärliga Hågskola).

## Награде и признања
Добитник је бројних позоришних награда, многе од њих и за рад у области позоришта за децу и младе: 
Годишња награда Београдског драмског позоришта (2006); Међународна награда „Грозданин кикот” за драмску педагогију Позоришта младих у Мостару (Босна и Херцеговина) (2010); Награда АССИТЕЈ за представу Мали принц на ТИБА фестивалу (Међународни фестивал за децу и младе) (2007); Гран при за представу Буђење пролећа на ТИБА фестивалу (Међународни фестивал за децу и младе), Београд (2010); Специјална награда међународног жирија за уметничка достигнућа на ТИБА фестивалу за представу У сенци Хамлета, Дечји културни центар, Београд (2011); Гран при за представу Rent a Friend на фестивалу за децу и младе Марулићеви дани у Сплиту, Хрватска (2012); Гран при за представу Rent a Friend на хрватском АССИТЕЈ фестивалу у Чаковцу (2012); Награда хрватског глумишта (2012) за најбољу представу за децу и омладину (2012); Награда града Гетеборга за најбољу представу у 2012. години (2013); Награда „Никола-Пеца Петровић“ за најбољег позоришног менаџера у Србији, коју додељује Народно позориште Сомбор (2010), Prix d'ASSITEJ Краљевине Шведске за укупан допринос позоришту за децу и младе у Шведској; Grand prix „Мира Траиловић“ на Битефу 2023. за представу #jeanne и др.

## Театрографија
- Overlapping, Трупа „Торпедо“ – Белеф, Дом омладине, Београд, Србија, 1997.
- Ethno Rave Circus, Трупа „Торпедо” – Дом омладине, Београд, Србија, 1998.
- Животињска фарма, Џорџ Орвел – Белеф, Барутана, Београд, Србија, 1999.
- Паразити, Маријус фон Мајенбург – Бетон хала, Београд, Србија, 2003.
- Антоније и Клеопатра, Вилијам Шекспир – Белеф, Сава центар, Београд, Србија, 2004.
- Јастучко, Мартин Мекдона – Београдско драмско позориште, Београд, Србија, 2004.
- Патоген, Алберт Остермајер – Београдско драмско позориште, Београд, Србија, 2005.
- Живот бр. 2, Иван Вирипајев – Београдско драмско позориште, Србија, 2006.
- Мали принц, Антоан де Сент-Егзипери – Мало позориште „Душко Радовић”, Београд, Србија, 2006.
- Бурлеска о Грку, Андреј Хинг – Мадленијанум, Београд, Србија, 2006.
- Лице од стакла, Марија Караклајић – Битеф театар, Београд, Србија, 2008.
- Птиче, Стафан Валдемар Холм – Народно позориште Београд, Србија, 2008.
- Буђење пролећа, Франк Ведекинд / Ирена Краус – Мало позориште „Душко Радовић“, Београд, Србија, 2010.
- Као кроз стакло, Ингмар Бергман – Београдско драмско позориште, Београд, Србија, 2011.
- У сенци Хамлета, Вилијам Шекспир / Ирена Краус – Дечји културни центар, Београд, Србија, 2011.
- Rent a Friend, Дора Ружђак Подолски / Саша Божић – Gradsko pozorište Trešnja, Загреб, Хрватска, 2011.
- 5boys.com, Симона Семенич – Backa Teater, Gothenburg (Данска), 2012.
- Маја и ја и Маја, Сретен Угричић / Милан Марковић – Битеф театар, Београд, и De Facto, Загреб, 2012.
- Ukročena trmoglavka (Укроћена горопад), Вилијам Шекспир – Mestno gledališče Ljubljana, Љубљана, Словенија, 2013.
- Алиса у земљи чуда, Луис Керол – Дечји културни центар, Београд, Србија, 2013.
- Астронаути, Беа Усма Шиферц / Ема Бростром – Дечји културни центар / Мало позориште „Душко Радовић“, Београд, Србија, 2014.
- Кинез, Маја Тодоровић – Градско позориште Подгорица и Котор арт Фестивал, Подгорица, Црна Гора, 2014.
- Адреса свемир – неколико порука, Wolfram Lotz  / Битеф театар, Београд, Србија, 2021.[1]
- Prima facie, Сузи Милер – Битеф театар, Београд (Србија) 2024.[2]

Од 2014. режира углавном у иностраним европским позориштима (Шведска, Словенија, Данска, Пољска), где је поставила следеће представе:
- Zlata čeveljčka (Златне ципелице), Dominik Smole – Mestno gledališče Ljubljana, Ljubljana (Словенија), 2014.
- Ungdomen ar Deras Sjukdom (Младалачке патње) – Ferdinand Brueckner / Stefan Åkeson, Backa Teater, Gothenburg (Данска), 2014.
- Hedda Gabler (Хеда Габлер), Henrik Ibsen – Aarhus Teater, Aarhus (Данска), 2015.
- Nekoč ko nas ni bilo več (Једном кад смо се изгубили) – Lotte Faarup, Lutkovno Gledališče Ljubljana, Љубљана (Словенија), 2015.
- Vår klass (Наш разред), Tadeusz Slobodzianiek – Helsingborgsstadsteater, Helsingborg (Шведска), 2015.
- Кrew na kocim gardle (Крв на мачјем врату), Reiner Werner Fassbinder – Teatr Polski Bidgoszcz, Bydgoszcz (Пољска), 2016.
- Iluzije, Ivan Viripajev – Mestno Gledališče Ljubljana, Љубљана (Словенија), 2016.
- Det löjliga mörkret (Урнебесна тама), Wolfram Lotz – Helsingborgstadsteater, Helsingborg (Шведска), 2016.
- Inte hela världen (Сам крај света), Jean-Luc Lagarce – Uppsala Stadsteater, Uppsala (Шведска), 2016.
- Körsbärsträdgården (Вишњик), Антон Павлович Чехов – Göteborg Stadsteater, Göteborg (Шведска), 2017
- Apati, по мотивима драме „Wunsch Konzert“ Franza Xavera Krötza – Teater Republique, Kopenhagen (Данска), 2017.
- Кralj Matevžek Prvi (Краљ Маћуш Први), Janusz Korczak – Lutkovno gledališče Ljubljana, Љубљана (Словенијa), 2017.
- Vad äter dig? („Шта те једе?“), Dimen Abdullah – Ung Scen Öst, Linköping (Шведска), 2018.
- Država, Agnieszka Jakimiak / Tom Silkeberg – Slovensko mladinsko gledališče, Љубљана (Словенија), 2019.
- Tre Vintrar (Tri zime), Tena Štivičić – Uppsala Stadsteater, Uppsala (Шведска) 2019.[3][4]
- Nekoč se bova temu smejala (Једном ћемо се овоме смејати, по тексту Иване Сајко) – Mesno gledališče, Љубљана (Словенија) 2021.[5]
- Älskarinnorna (Љубавнице), Елфриде Јелинек / Том Силкеберг – Uppsala Stadsteater (Шведска) 2022.[6]
- #jeanne, Иванa Сајко – Riks Teater и Dramaten, копродукција (Шведска) 2023.[7]
- Čas za veselje (Време за радост), Арне Лигре – Mesno gledališče, Љубљана (Словенија) 2024.[8]